# 清家冨夫
清家 冨夫（せいけ とみお、1943年（昭和18年） - ）は日本の写真家。名前の表記には片仮名の「セイケ トミオ」を用いることが多い。

## 経歴
東京都に生まれる。幼少期、カメラ好きだった叔父からの影響で写真に興味を持つようになる。3年間の会社員経験を経て、1970年に日本写真学園研究科を卒業。同校の講師（のちに校長）を務めていた林忠彦に見出され、1971年から1974年にかけて林のアシスタントを務める。
1974年、当時憧れていたサム・ハスキンスのスタジオに入りたいと思いイギリスに渡るが、当地で見たハスキンスのプリントはすでに清家の好きだった頃からは作風が変わっており、ハスキンスとの接触は断念。これ以降フリーランスとして、1985年頃まで主にファッション雑誌の仕事を手がける。1987年以降はブライトンと東京を拠点として作品を制作している。
1982年に東京でポーランド系アメリカ人芸術家のゾーイ・レナード(Zoe Leonard)と出会い、その後5年間に渡り東京、パリ、ニューヨーク、ロンドンで彼女を撮影した、The Portrait of Zoeのシリーズで注目を集める。著名なギタリストのアンディ・サマーズがこのシリーズのプリントを気に入り購入し、このことが作家としての「大きな転機」となった。
その作品はヒューストン美術館、テート・モダン、ヨーロッパ写真美術館、フランス国立図書館等に収蔵されており、また、ロンドンのハミルトンズ(Hamiltons)およびカーメル・バイ・ザ・シーのウェストン(Weston Gallery)の所属アーティストでもある。

## 使用機材
ライカを使用していることで知られるが、過去にはローライフレックスやスーパーイコンタで撮られた作品もある。フィルムは主にコダックのトライXを使用し、印画紙はエクタルアを愛用していた。
代表作のThe Portrait of Zoeシリーズは、主にライカM4-Pとノクチルックス50mm F1.0(E58)で撮られた。ライカはこの他にDII、M3、M2、M4、M6、M7、ライカフレックスSL、ライツミノルタCL、デジタルではM8、M9-P、M Monochrom、M10等を使用。なかでもとりわけM8を偏愛しており、（M8特有の色被りを補正するために必須とされている）UV/IRフィルターを付けずに使用することが多いという。
レンズの焦点距離は50mmと75mmを特に好んで用いており、上記ノクチルックス50mm F1.0のほか、ヘクトール50mm、ヘクトール73mm等を愛用している。レンズの評価にあたって重視していることとして「ピントがシャープかどうかなんていうのはどっちでもいい。（中略）ポイントはそこから大きくフォーカスアウトする画像の奥行きへのトランジションだ」と述べている。
この他に、シグマDP2とSD14で撮られた作品の写真展も開催している。

## 写真集
- 1989. Photographs, Hamiltons.
- 1992. Paris, Editions Assouline.
- 1994. Portrait of Zoe, Blitz International.
- 2003. Waterscapes, Hamiltons.
- 2006. Glynde Forge, Hamiltons.
- 2011. Overlook, Hamiltons.
- 2018. The Connaught, The Connaught Hotel.

## 主な個展
- 「Street Portraits: London Early 80s」、Blitz Gallery、東京、2018年10月12日 - 12月16日[18]。
- 「Julie - Street Performer」、Blitz Gallery、東京、2017年10月3日 - 12月2日[19]。
- 「Liverpool 1981」、Blitz Gallery、東京、2016年9月7日 - 10月13日[20]。
- 「Monochrome in Dark」、ライカギャラリー京都、京都、2015年10月17日 - 2016年1月31日[21]。
- 「Timeless Time」、Blitz Gallery、東京、2013年9月14日 - 12月7日[22]。
- 「Light in Monochrome」、ライカ銀座店サロン、東京、2013年1月11日 - 4月7日[23]。
- 「Overlook」、ハミルトンズ、ロンドン、2011年10月7日 - 29日[24]。
- 「Charleston Farmhouse」、Blitz Gallery、東京、2011年9月2日 - 11月19日[25]。
- 「Untitled」、Blitz Gallery、東京、2010年9月17日 - 11月27日[17]。
- 「West Pier」、Gallery Bauhaus、東京、2008年2月5日 - 4月5日[26]。
- 「Portraits of Zoe ―蘇った伝説のポートレート第II章―」、ギャラリー・オーチャード、名古屋、2007年11月17日 - 12月21日、2008年1月10日 - 18日[27]。
- 「Light on Dust -Glynde Forge-」、PGI、東京、2007年3月5日 - 4月14日[28]。
- 「Seike Tomio Works 1987-2004 モノクロームの時間」、Gallery Bauhaus、東京、2006年9月12日 - 10月28日[29]。

## 主な雑誌記事
- 「My favorite Leica lenses――Leica DII + Hektor 50mm」、『CAMERA magazine』、No.14、エイムック2111、枻出版社、2011年、51-55頁。
- 「My favorite Leica lenses――Leica Summilux 35mm F1.4 + Leitz Minolta CL」、『CAMERA magazine』、No.15、エイムック2208、枻出版社、2011年、38-43頁。
- 「Charleston Farmhouse」、『F5.6』、Vol.4、エイムック2257、枻出版社、2012年、1-5頁。
- 「My favorite Leica lenses――Leica Summilux 35mm F1.4 + Leitz Minolta CL」、『CAMERA magazine』、No.16、エイムック2324、枻出版社、2011年、12-15頁。
- 「My favorite Leica lenses――Leica Noctilux 50mm F1 + Leica M4-P」、『CAMERA magazine』、No.17、エイムック2398、枻出版社、2012年、38-43頁。
- 「Café――Leica M8, M9, Summilux 35mm F1.4 ASPH., Thambar 90mm F2.2, Carl Zeiss C Sonnar T* 50mm F1.5 ZM」、『F5.6』、Vol.5、エイムック2438、枻出版社、2012年、38-43頁。
- 「My favorite Leica lenses――Leica Summilux 50mm F1.4 + Leica M4」、『CAMERA magazine』、No.18、エイムック2477、枻出版社、2012年、24-29頁。
- 「Leica M Monochrom――雨のケンプタウン」、『F5.6』、Vol.6、エイムック2489、枻出版社、2012年、74-79頁。
- 「Timeless time――SIGMA DP3 Merrill ✕ Monochrome」、『F5.6』、Vol.7、エイムック2586、枻出版社、2013年、4-9頁。
- 「My favorite Leica lenses――Leica Hektor 73mm F1.9 + Leica M6」、『CAMERA magazine』、No.19、エイムック2626、枻出版社、2013年、20-23頁。
- 「Leica Look――PROVENCE」、『CAMERA magazine』、8月号、エイムック2662、枻出版社、2013年、38-43頁。
- 「Leica Look――Summilux 50mm F1.4・Leica M8 / M Monochrom」、『CAMERA magazine』、10月号、エイムック2692、枻出版社、2013年、12-15頁。
- 「銘玉礼賛――Leica Noctilux 50mm F1.0」、『CAMERA magazine』、10月号、エイムック2692、枻出版社、2013年、47頁。
- 「Leica Look――Summarex 85mm F1.5・Leica M8 / M Monochrom」、『CAMERA magazine』、12月号、エイムック2729、枻出版社、2013年、22-25頁。
- 「美しき光と影を求めて。」、『ライカスタイルマガジン』、Vol.12（通巻第97号）、ライカカメラジャパン、2013年、3-10頁。
- 「Leica Look――Summitar 50mm F2・Leica M Monochrom」、『CAMERA magazine』、2月号、エイムック2765、枻出版社、2014年、14-19頁。
- 「晴れのち曇り――Leica X2」、『CAMERA magazine』、3月号、エイムック2793、枻出版社、2014年、36-41頁。
- 「Leica Look――Apo-Summicron 75mm F2 ASPH.・Leica M8 / Leica M Monochrom」、『CAMERA magazine』、4月号、エイムック2814、枻出版社、2014年、24-29頁。
- 「Leica Look――Noctilux 50mm F1.2・Leica M Monochrom / M9-P」、『CAMERA magazine』、6月号、エイムック2867、枻出版社、2014年、18-21頁。
- 「Out and About――Leica M Monochrom」、『CAMERA magazine』、7月号、エイムック2881、枻出版社、2014年、26-29頁。
- 「Leica Look――Summaron 28mm F5.6・Leica M8」、『CAMERA magazine』、8月号、エイムック2900、枻出版社、2014年、8-13頁。
- 「Leica Look――Apo-Summicron 50mm F2 ASPH.・Leica M Monochrom」、『CAMERA magazine』、10月号、エイムック2936、枻出版社、2014年、16-21頁。
- 「Rain」、『ライカ通信スペシャル』、エイムック3027、枻出版社、2015年、16-21頁。
- 「Aesthetics」、『写真家の流儀』、エイムック3467、枻出版社、2016年、4-9頁。